# لارس میربرگ
لارس میربرگ (انگلیسی: Lars Myrberg؛ زادهٔ ۲۳ نوامبر ۱۹۶۴) بوکسور اهل سوئد است.